# Lafage
Lafage är en kommun i departementet Aude i regionen Occitanien  i södra Frankrike. Kommunen ligger  i kantonen Belpech som ligger i arrondissementet Carcassonne. År 2022 hade Lafage 96 invånare.

## Befolkningsutveckling
Antalet invånare i kommunen Lafage
Referens: INSEE